# Port lotniczy Sorong
Port lotniczy Sorong (IATA: SOQ, ICAO: WASS) – port lotniczy położony w Sorong, w prowincji Papua Południowo-Zachodnia, w Indonezji.